# Ferruccio Lamborghini (motorversenyző)
Ferruccio Lamborghini (Bologna, 1991. január 9. –) olasz motorversenyző, legutóbb a MotoGP nyolcadliteres géposztályában versenyzett. 
Lamborghini a MotoGP-ben eddig öt futamon indult, pontot nem sikerült szereznie.